# Otonské výtvarné umění

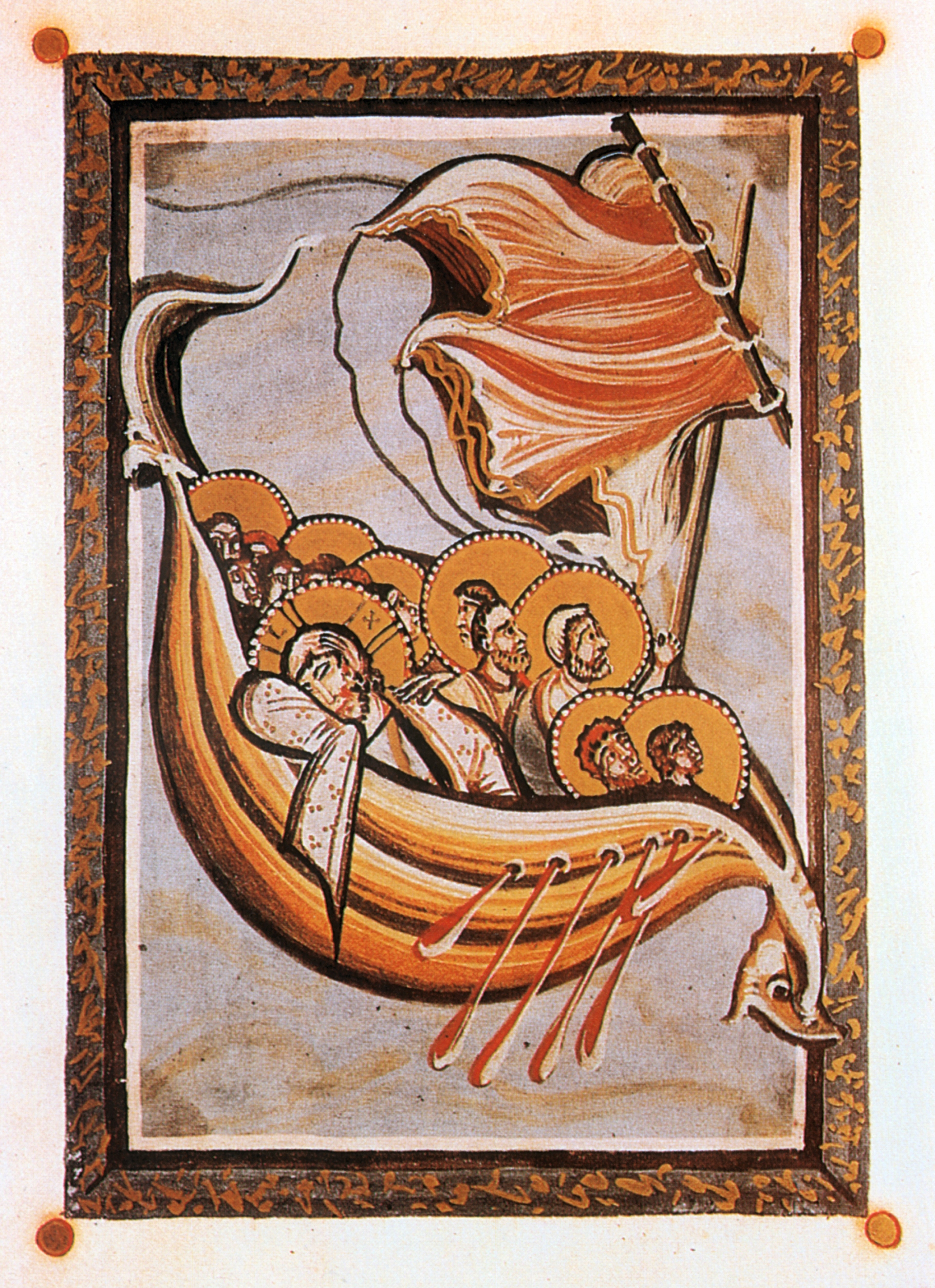
Kristus uklidňuje rozbouřené vody, iluminace z Kodexu abatyše Hitdy, Kolín nad Rýnem kolem roku 1000

Otonské výtvarné umění byl evropský styl předrománského umění, rozvíjející se v 10. a 11. století na německém říšském území, v Čechách, v Rakousku, v Nizozemí, severní Itálii a východní Francii. Je nazváno podle otonské dynastie, která vládla Německu a severní Itálii mezi lety 919 a 1024, jejíž vláda však plně nevymezuje časové ani geografické hranice stylu. Nejdůležitějším dílem této malířské školy je tzv. Hitdin kodex, který nechala zhotovit Ida, abatyše kláštera Panny Marie na Kapitolu. Prvně pojmu užil v roce 1893 historik umění Hubert Janitschek. 

## Charakteristika
Otonské výtvarné umění zasáhlo všechny výtvarné obory od otonské architektury, přes sochařství, nástěnnou a knižní malbu až po luxusní umělecká řemesla. Je klíčovou součástí otonské renesance. V tradičním pojetí dějin umění vychází otonské umění z karolinského a předchází románskému umění. Přechody mezi těmito etapami jsou spíše postupným prolínáním. Stejně jako karolinský styl, i otonský se de facto omezil na několik měst a klášterů a na dvorský okruh umělců tří císařů Ottonů a Jindřicha II., jejich předních leníků a papežské konzistoře. Tím se oba tyto směry liší od umění románského, které již široce prostoupilo takřka celý evropský kontinent. K inspiračním zdrojům otonského umění patří kromě karolinského umění též antické a byzantské výtvarné umění (v menší míře než u karolinského). Myšlenkovým východiskem je patristika, filozofie svatého Augustina. Tematika je převážně náboženská, vyžaduje znalosti z teologie a hagiografie. Ve figurálních námětech vychází ze zavedených vzorů a předloh a jsou poměrně chudé. Oblíbenými motivy jsou Ježíš jako trůnící Soudce a Vševládce (Pantokrator), také plující na lodi se svými učedníky, ukřižovaný s otevřenýma očima a královskou korunou, často čtveřice evangelistů nebo čtveřice alegorických postav křesťanských ctností, dvojice žen reprezentující starou církev (synagogu) a novou církev (eccelsii). Z mariánských motivů převládá trůnící Panna Marie s dítětem.
Umělecká díla byla tvořeno pro úzký okruh elit, osob z císařského dvora a církve, zvl. říšských klášterů nebo kapitul. Jen malá oblast se začala zaměřovat na širší publikum - především poutníky. Důležitými uměleckými formami jsou knižní malba, preciosa, paramenta, šperky, glyptika, kovolitectví nebo řezbářství včetně miniatur ve slonovině. Kamenné sochařství bylo pouhou dekorací, vázánou výhradně na architekturu. Méně jsou dochovány nástěnné malby. Malba na dřevě se vlivem nepříznivých klimatických podmínek většinou nedochovala.

## Knižní malba a vazba

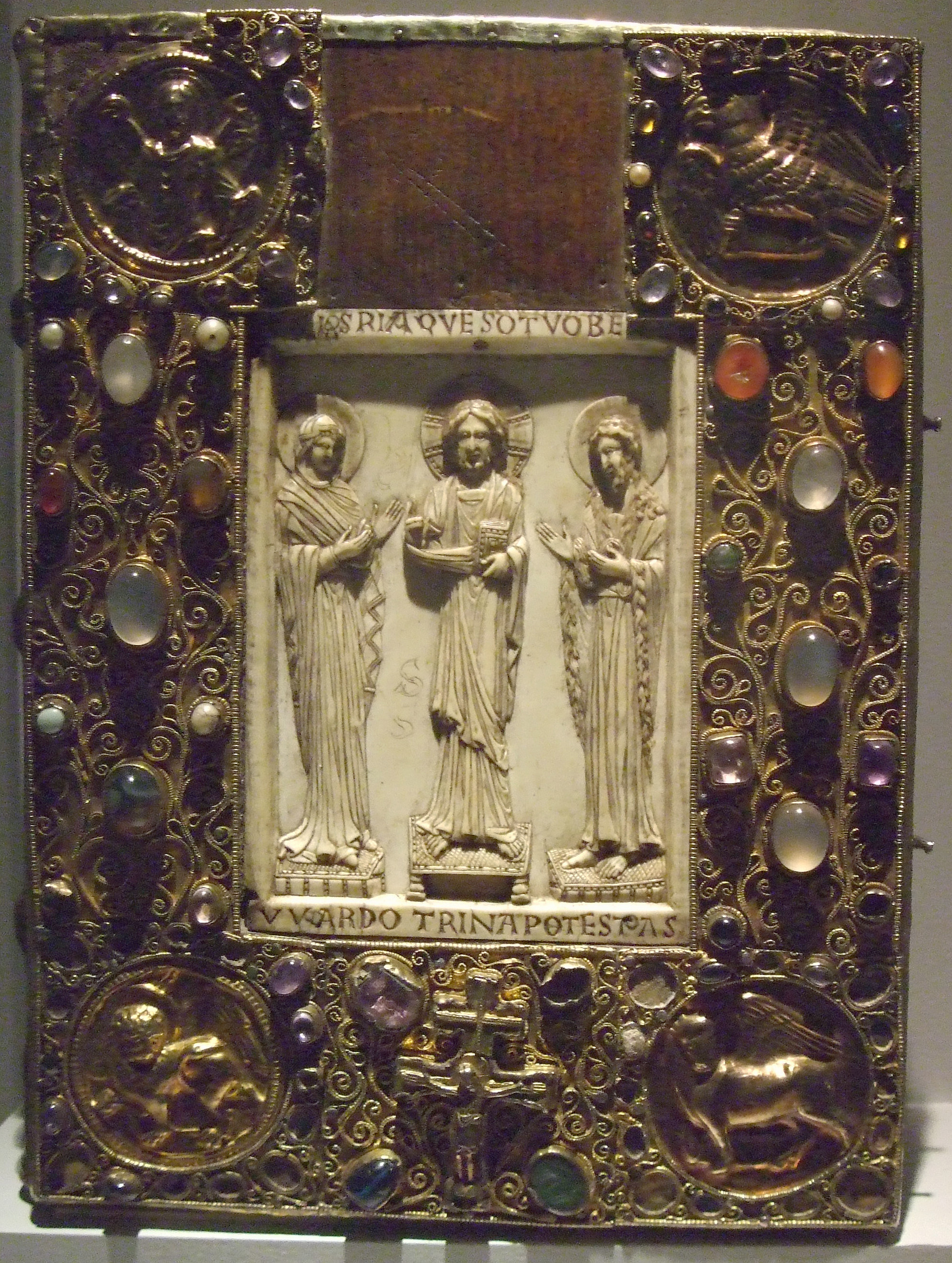
Deska Evangeliáře Bernwarda z Hildesheimu, kolem roku 1000

Iluminované rukopisy na pergamenu vznikají v klášterech benediktinů a benediktinek; dochovala se jich skupina z ostrova Reichenau v Bodamském jezeře a z Porýní (Špýrský evangeliář), další pocházejí z Kolína nad Rýnem (například Kodex abatyše Hidty), z dolního Saska, nebo z Niedermünsteru v Řezně (jako Kodex abatyše Uty) nebo , byly zapsány na seznam Světové dědictví UNESCO.. Pro české země vznikla například otonská Gumpoldova legenda. Jde především o knihy liturgické (mešní), teologické, filozofické a historie. Významnou výtvarnou složkou je knižní vazba, protože knihy se veřejně prezentují při obřadech. Knižní vazba může být upravena zlatnicky, jako má například Zlatý kodex z Echternachu nebo Evangeliář Bernwarda z Hildesheimu.

## Zlatnictví
Hlavními pracemi jsou liturgické nádoby (preciosa), insignie panovníků (korunovační klenoty, oltářní nebo procesní kříže, šperky, pochvy zbraní) a představených klášterů či kapitul.